# Stahlhelm

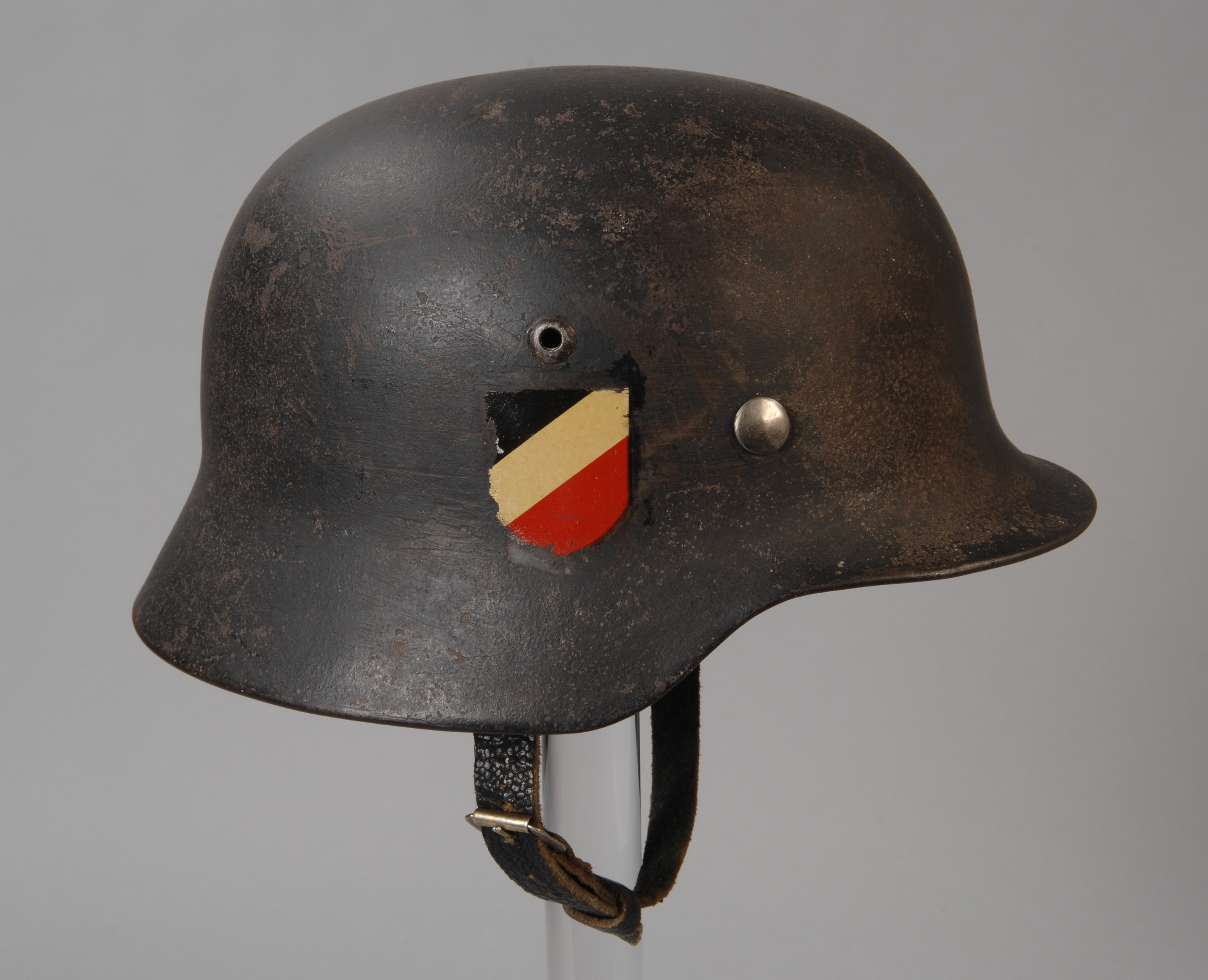
M35 Stahlhelm

A Stahlhelm (német szó, magyarul „acélsisak”) a katonai fejvédő eszközök egy típusa, amelyet eredetileg az első világháborúban harcoló német hadsereg számára fejlesztettek ki, de aztán más országok hadseregei is használtak. A fej jobb védelmét biztosító eszköz kifejlesztését a haditechnika fejlődése tette szükségessé: a tömegesen alkalmazott robbanó eszközök repeszekkel és törmelékkel szórták meg a katonákat, és gyakoribbá váltak a súlyos fejsérülések. Védekezésül az első világháború idején testpáncélokat is fejlesztettek, ezek azonban nem terjedtek el úgy, mint a fej és a tarkó védelmére rendszeresített fémsisakok. 
Az első ilyen sisakot, az M1916 Stahlhelmet a hannoveri műszaki főiskola mérnöktanára, dr. Friedrich Schwerd tervezte, és mint neve is jelzi, 1916-ban rendszeresítették. Krómmal és nikkellel ötvözött acéllemezből készült, miközben az ugyanekkor használt brit MK 1 mangánnal ötvözött acéllemezből, a francia 1915 M Adrian és olasz M 1916 Lipmann pedig sima acéllemezből. A gyártása komplikáltabb volt, mint a brit, francia és olasz sisakoké, de jobban is védett ezeknél. Jóval vastagabb is volt, 1 milliméteres (miközben a brit sisak 0,9, a francia és az olasz 0,7 milliméter), amihez a többinél jóval nagyobb súly járult: 1380 gramm. Mindegyik sisakot egy darabból készítették, a Stahlhelmet azonban többszöri sajtolással, és így az anyag egyenletes vastagságú maradt. A sisakon kétoldalt szellőzőnyílás volt, ehhez 10 milliméter vastag homlokpáncélt lehetett erősíteni, ami már a lövedékek ellen is védett (a sima sisakot még az acélmagú pisztolygolyó is átlőtte). Ezt a plusz védelmet elsősorban a géppuskásoknak szánták eredetileg. Az Osztrák-Magyar Monarchia hadserege kezdetben a vasbádog dragonyos sisak átalakításával próbálkozott, sikertelenül, ezért ők is a Stahlhelmre tértek át. A német sisak importja 1916 novemberében kezdődött meg. 

## Fordítás
- Ez a szócikk részben vagy egészben  a   Stahlhelm című angol Wikipédia-szócikk fordításán alapul.  Az eredeti cikk szerkesztőit annak laptörténete sorolja fel. Ez a jelzés csupán a megfogalmazás eredetét és a szerzői jogokat jelzi, nem szolgál a cikkben szereplő információk forrásmegjelöléseként.